# Urou-et-Crennes

Urou-et-Crennes este o comună în departamentul Orne, Franța. În 1 ianuarie 2018 avea o populație de 747 de locuitori.